# Лор Сенклер
Лор Сенклер (на френски: Laure Sainclair, понякога се среща в английските заглавия и като Laure Sinclair или Laura Sinclair, а на български може да се срещне и като Лор Сейнклер или Лор Синклер) е бивша порноактриса.

## Биография
След появата ѝ в стриптийз състезанието през 1995 година на Порно изложението в Рен, тя прави няколко фотосесии, но не е одобрена и решава да се отдръпне от порнографията. По-късно, заради Марк Дорсел, който ѝ предлага изключителен договор, тя променя решението си. Снима се в 16 филма и през 1996 година получава наградата „Горещо злато“ („Hot d'Or“) за най-добра европейска порно звезда. През 1997 година Сейнклер си партнира с Джена Джеймисън във филма Порочно оръжие (Wicked Weapon).
Тя продължава да работи за европейския отдел на Wicked Video до 2000, появявайки се във филми като L'Obsession de Laure, L'Héritage de Laure и L'Indécente aux Enfers. Но никога не прави повече от няколко филма на година и като цяло нейната филмография е лимитирана. Почти винаги се появява в главната роля или е звездата във филма. Сейнклер обожава всички видове секс, особено вагинален и анален. Винаги е играела изящната, елегантна дама във филмите, в които има някаква конспирация или интрига и много еротична чувстеност и сексуалност.
Лор Сенклер напуска порно индустрията, когато започва работа в радио канал, кариера, подобна на Табата Каш. Също става по-отговорна социално след последната анти-СПИН кампания.

## Филмография
- Le Désir dans la Peau, Marc Dorcel (1996)
- La princesse et la pute, Marc Dorcel (1996)
- L'ossessione di Laura, Christophe Clark (1996)
- La Ruée vers Laure, Didier Philippe-Gérard (1997)
- Les Nuits de la présidente, Alain Payet (1997)
- Le Labyrinthe, Alain Payet (1997)
- L'Indécente aux enfers, Marc Dorcel (1997)
- La febbre di Laura, Serge de Beaurivage (1998)
- L'Empreinte du vice, Marc Dorcel (1998)
- L'eredità di Laura, Christophe Clark (1999)